# Riser-Karte

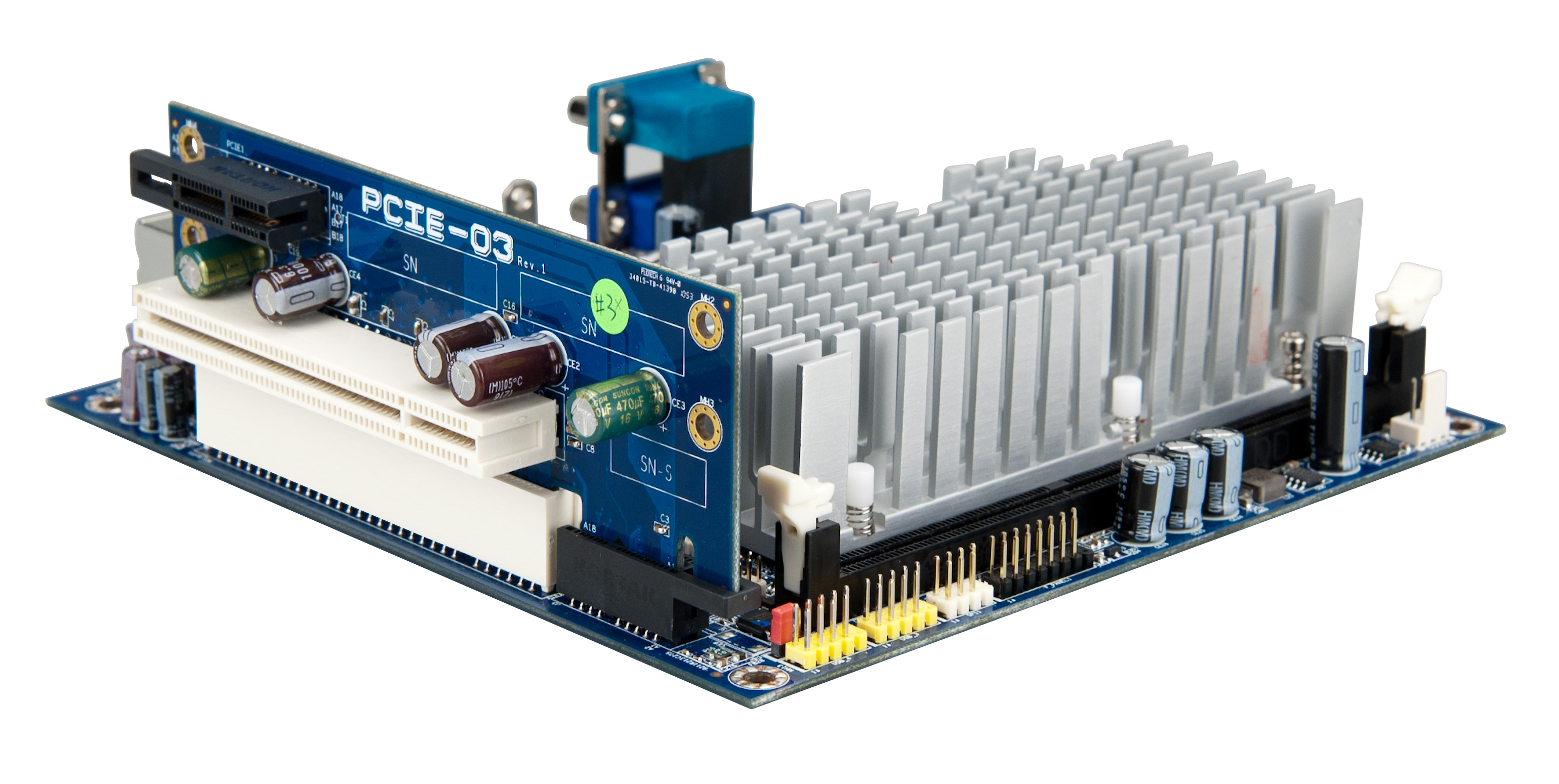
VIA EPIA M860 Mini-ITX-Mainboard mit Riser für PCI und PCIe (1×)

Eine Riser-Karte ist eine spezielle Erweiterungskarte, die als eine Art „Winkelstück“ benutzt wird, um Erweiterungskarten, die normalerweise senkrecht zur Hauptplatine (engl. mainboard) angeordnet sind, in ihrer räumlichen Lage anzupassen. Häufig sind Riser-Karten 90-Grad-„Winkelstücke“, die bewirken, dass die Erweiterungskarte (Steckkarte) nicht mehr senkrecht, sondern parallel zur Hauptplatine (Mainboard) angeordnet ist (es gibt aber auch flexible Riser-Karten). Der Haupteinsatz ist die 19″-Technik, bei der im 1-HE-Gehäuse eine Karte bzw. im 2-HE-Gehäuse drei Karten auf diese Art horizontal verbaut werden.
In Apple Mac Pro Workstations wurden bis 2010 zwei Riser-Karten zur Anbindung von bis zu 64 GB Arbeitsspeicher eingesetzt. Da Apple zu dieser Zeit noch keine 8GB-Fully-Buffered-RAM-Riegel vertrieb, unterstützte der Mac Pro offiziell nur 32 GB.
Ist die Hauptplatine selbst als Steckkarte ausgeführt, wird sie auf eine Backplane gesteckt.
LPX und NLX waren Formfaktoren, die Bussysteme für Steckkarten aus der Hauptplatine führten.

## Varianten
Riser-Karten sind für PCIe, PCI-, AGP- und ISA-Erweiterungssteckplätze erhältlich.
Es wird zwischen passiven und aktiven Karten unterschieden, wobei letztere nur für PCI bzw. PCIe existieren. Die passiven Versionen schleifen den bzw. die Port(s) über Leiterbahnen einfach durch, zum Einsatz kommen lediglich ein paar kleinere Widerstände und Kondensatoren, um ein sauberes Signal zu gewährleisten. Aktive Varianten ermöglichen, mehrere Karten über eine Riser-Karte in einem Slot zu betreiben. Hier befindet sich eine kleine Steuerelektronik auf der Platine, die für die Ressourcenverwaltung der eingesteckten Karten zuständig ist. Teurere aktive Riser-Karten besitzen eine eigene Bridge und stellen somit für jede eingesteckte Karte einen eigenen Bus-Slot zur Verfügung. Sie können den Bus des Host-Systems also um weitere Bus-Systeme erweitern. Somit ist es z. B. möglich, per Riser-Karte einen PCI-Slot um einen ISA-Bus zu erweitern. Solche Riser-Karten können auch mehrere verschiedene Bus-Systeme gleichzeitig zur Verfügung stellen.
Andere Riser-Technologien sind Audio Modem Riser (AMR), Communication and Networking Riser (CNR) und Advanced Communications Riser (ACR).

## Beispiele

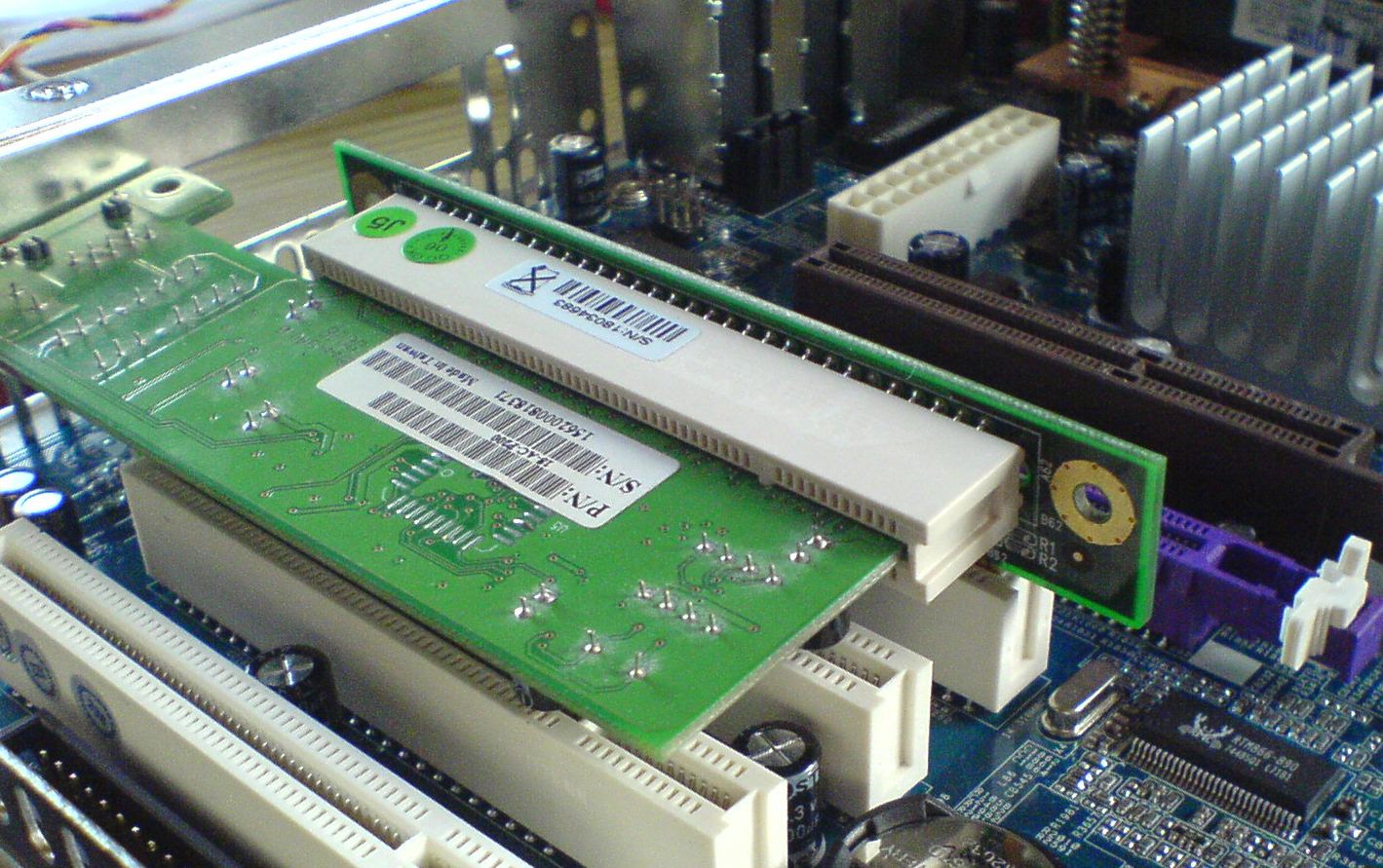
PCI-Riser-Karte
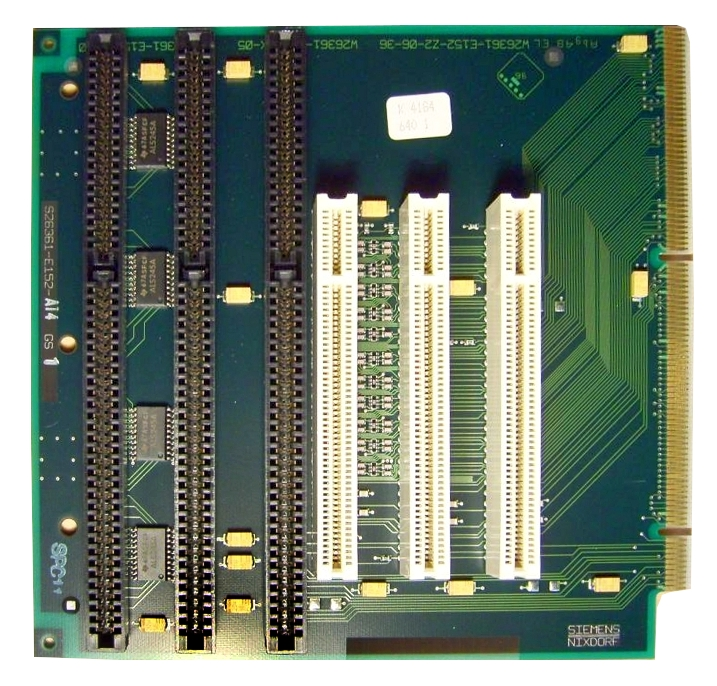
Ausgebaute Riser-Karte mit je 3 ISA- und PCI-Steckplätzen, an der rechten Seite ist die Kontaktleiste zum Einstecken in die Hauptplatine
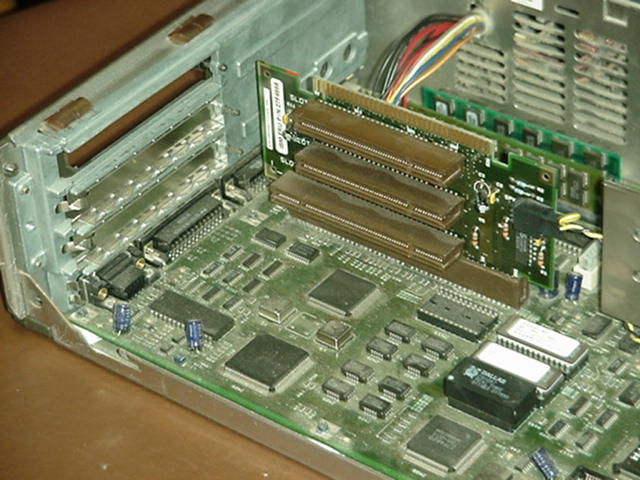
MCA-Riser-Karte eines IBM PS/2
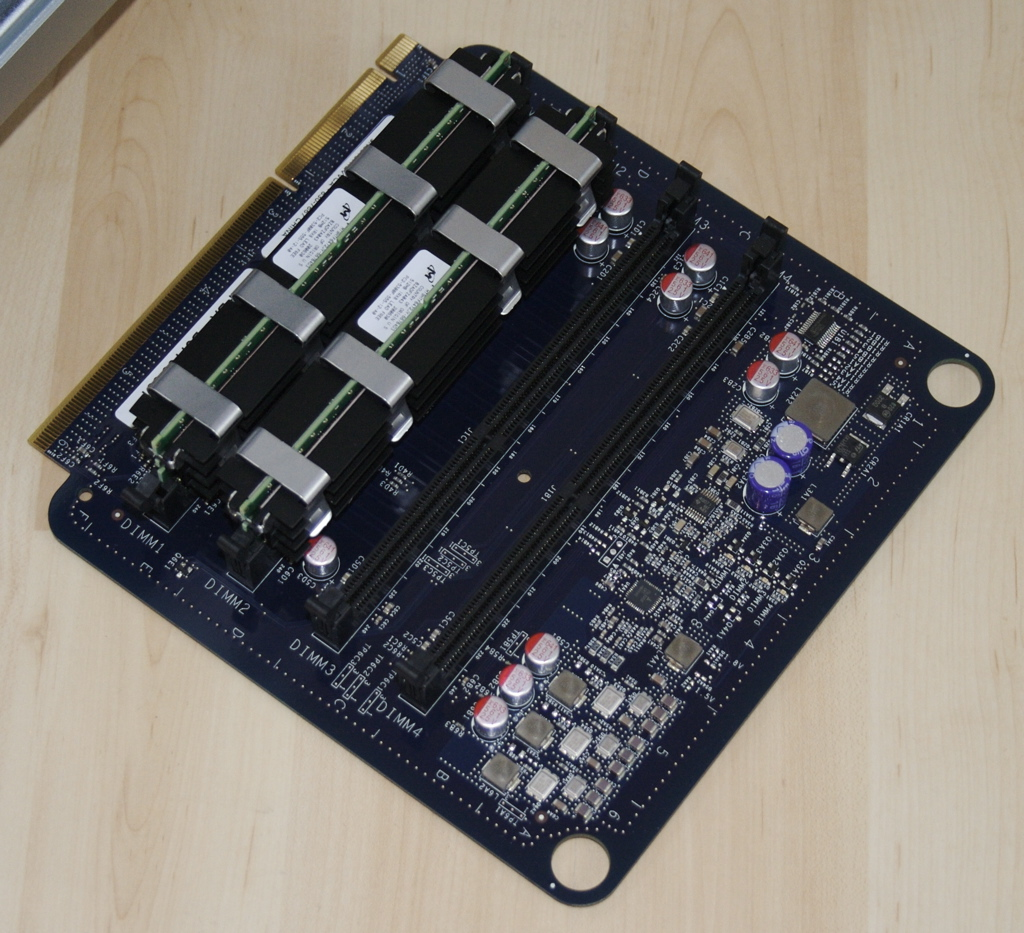
Riser-Karte für RAM-Bausteine im Apple Mac Pro
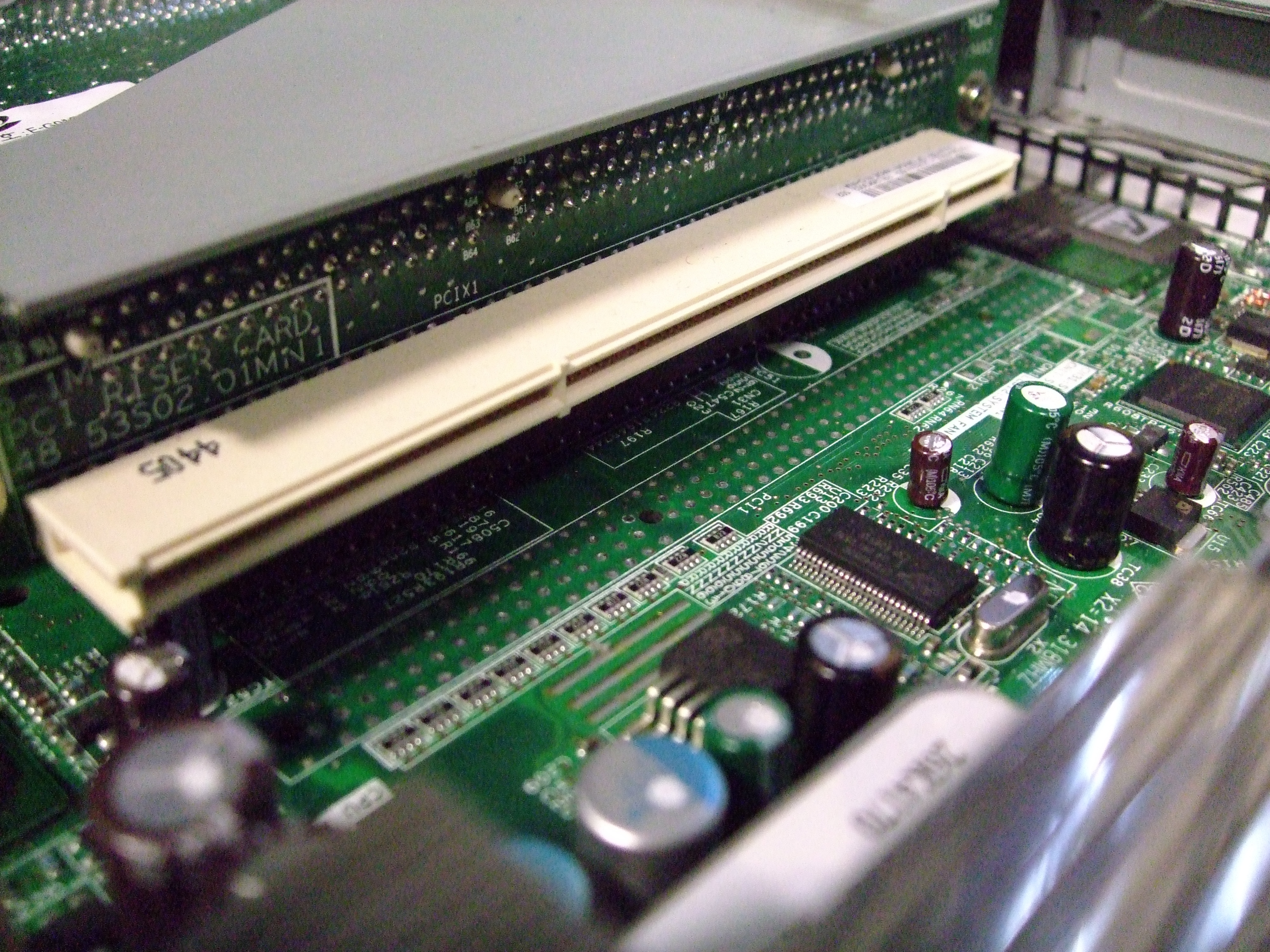
PCI-X-Riser-Karte